# Santuario de la Victoria (Málaga)

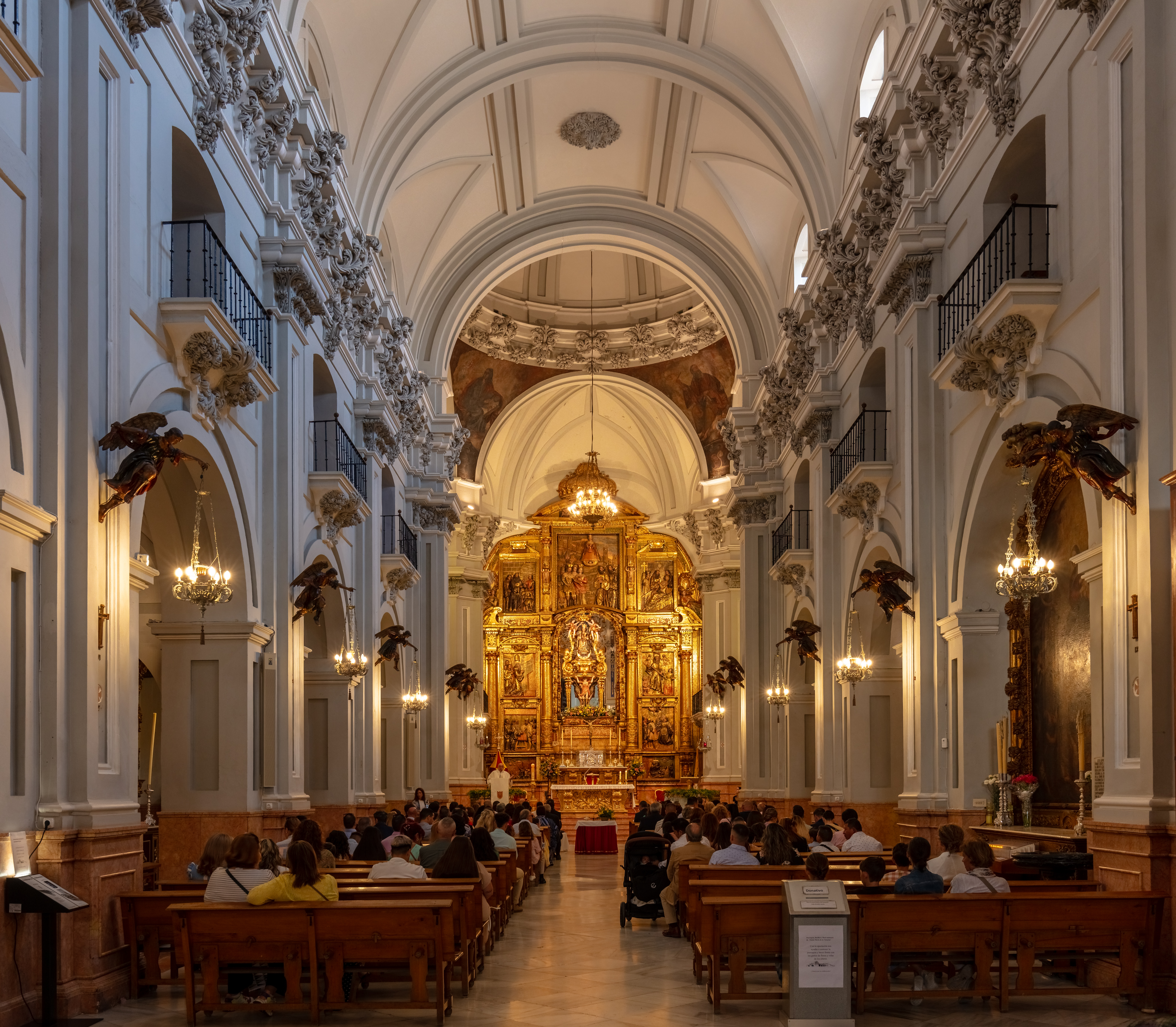
Interior del templo.

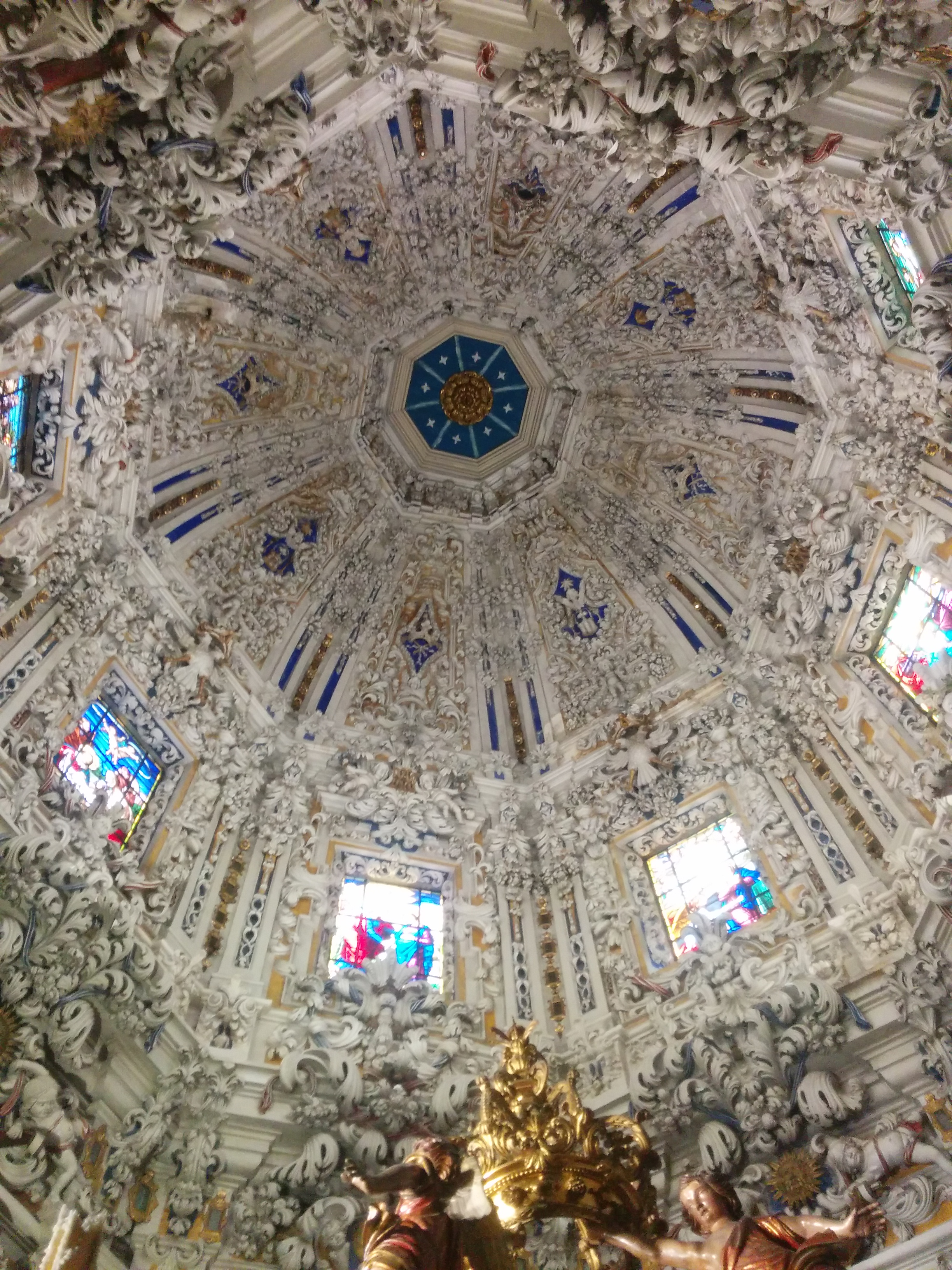
Cúpula del camarín de la Virgen de la Victoria.

La Parroquia, Basílica y Real Santuario de Santa María de la Victoria y de la Merced es una de las principales iglesias de la ciudad de Málaga (España), la cual destaca por albergar la imagen de Santa María de la Victoria (patrona de Málaga y de la Diócesis de Málaga) en un camarín considerado una joya del estilo barroco. También se encuentra en este santuario la impresionante cripta de los condes de Buenavista.

## Características
Se encuentra en el lugar donde el rey Fernando el Católico tenía su campamento durante el asedio y toma de la ciudad en 1487, hasta ese momento puerto clave del reino nazarí de Granada. Se construyó para albergar la imagen de Santa María de la Victoria. Asimismo, es una iglesia con gran fervor cofrade debido a ser o haber sido sede de diversas hermandades de la Semana Santa de Málaga, estando actualmente radicadas en ella las cofradías de la Humildad y el Amor. La Cofradía del Monte Calvario inicia su Estación de Penitencia del Viernes Santo desde dentro de esta iglesia, si bien su sede canónica se encuentra en la Ermita del Monte Calvario, que pertenece a la misma feligresía. En cuanto a hermandades de gloria, destaca la Real Hermandad de Santa María de la Victoria.

## Historia
Durante el sitio de la ciudad Fernando II de Aragón fue visitado por hermanos de la Orden de los Mínimos, que lo confortaron con el mensaje de San Francisco de Paula, su fundador, que le anunciaba una rápida victoria a ocurrir tres días después, como así fue.

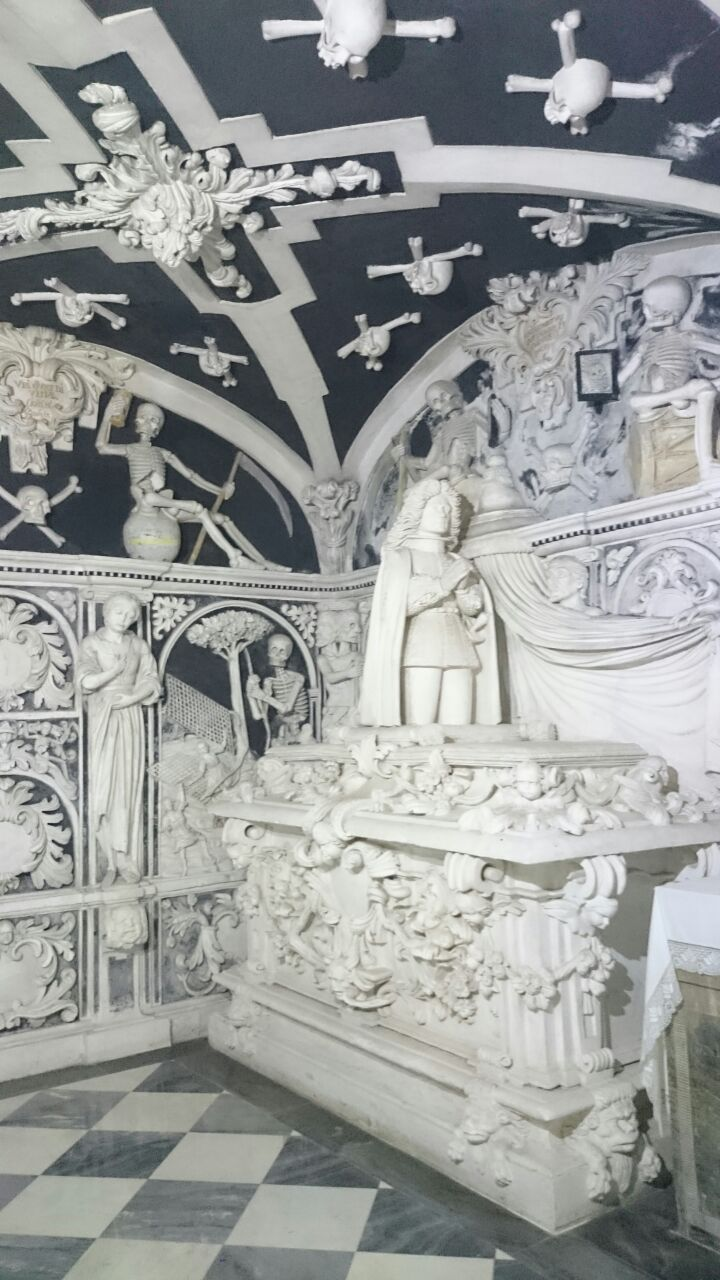
Cripta de los condes de Buenavista de la Victoria

Entregada a la ciudad la imagen de la Virgen del oratorio del rey como Patrona (a la imagen se le atribuía una intervención tan milagrosa como decisiva), se edificó en el mismo lugar del campamento una ermita custodiada por el ermitaño Bartolomé de Coloma. En 1493, la capilla pasa a manos de los Mínimos, quienes edifican junto a la misma un convento y una iglesia, de la que sólo quedan algunos restos en la actualidad. Esta fue la primera fundación de la orden en España.
La primitiva iglesia se construyó a principios del XVI y el estado en que se encontraba a fines del siglo XVII no soportaría la construcción de nuevos añadidos y ampliaciones, lo que aconsejó que se derribara y en su lugar se levantara otra de nueva planta, durando las obras desde 1693 hasta 1700, fecha en que se inaugura la nueva iglesia. Al principio, en la primitiva iglesia la Virgen recibía culto en la primera capilla del lado del Evangelio, hasta que en 1606 fue trasladada al altar mayor.
Desde el punto de vista arquitectónico, lo más destacado del conjunto es la torre camarín, uno de los primeros en construirse en España a semejanza del de Guadalupe o el de la Virgen de los Desamparados en Valencia.
Entre las obras escultóricas destacan la propia talla de Santa María de la Victoria, obra probablemente de un escultor alemán, ya que seguramente fue regalada a Fernando el Católico por el emperador Maximiliano I, padre de Felipe el Hermoso; el retablo de San Francisco de Paula, de Luis Ortiz de Vargas y José Micael y Alfaro; la Virgen en Belén, de Jerónimo Gómez de Hermosilla, de la segunda mitad del siglo XVII; la Virgen de las Ánimas, de Juan Niño de Guevara; una Dolorosa de Pedro de Mena y las imágenes del Stmo. Xto. del Amor y la Virgen de los Dolores que son obra de Fernando Ortiz siendo titulares de la Hdad. del Amor y la Caridad.
A finales de la década de 1990, el Ayuntamiento reformó el entorno el edificio para ponerlo en valor. Para ello, numerosos edificios de la calle Fernando el Católico que estaban adosados a la antigua plaza fueron demolidos y sus terrenos, empleados para la ampliación de la plaza. La rampa de acceso al templo se trasladó de la calle Compás de la Victoria al cruce de Fernando el Católico con Mitjana. La plaza, que quedó con la configuración actual, se inauguró en 1998. En 1993, se trasladaron los restos mortales del Siervo de Dios, en proceso de beatificación, D.José Gálvez Ginachero desde el cementerio de San Miguel a la cripta bajo la Capilla de la Inmaculada, donde reposan junto a los de su esposa Doña María Moll Sampelayo.
El 20 de mayo de 2007, le fue concedido por el papa Benedicto XVI el título de Basílica Menor. Por lo que es el tercer templo malagueño en ostentar esta dignidad papal, tras la Catedral Basílica de la Encarnación de Málaga (1855) y la Basílica de la Esperanza (1998).

## La cripta de los Condes de Buenavista
El panteón de los condes de Buenavista es uno de los más tétricos de España debido a su decoración: un fondo negro del que emergen esqueletos, calaveras y figuras de la muerte en escayola blanca. El conjunto recuerda a las danzas de la muerte medievales y debe interpretarse como una exposición plástica del discurso barroco sobre la fugacidad de la vida y la certeza de la muerte.
La cripta fue erigida a finales del siglo XVII por impulso de José Francisco Guerrero Chavarino, primer Conde de Buenavista, y su esposa Antonia Coronado Zapata, quienes aportaron una parte sustancial de los fondos necesarios para la reforma del santuario. Su trazado arquitectónico sigue un esquema simbólico ascendente vinculado a la mística cristiana: el nivel inferior —la cripta— representa la vía purgativa, etapa de penitencia y purificación; la escalera que conduce hacia el camarín simboliza la vía iluminativa, correspondiente al progreso espiritual; y la cámara superior, de forma octogonal, encarna la vía unitiva, es decir, la comunión del alma con lo divino.
Tiene unas dimensiones aproximadas de 8,5 metros de anchura y 3,3 metros de altura, de planta cuadrada y un soporte central formado por cuatro columnas octogonales. Estas columnas, estilizadas como palmeras, simbolizan la relación entre lo terrenal y lo divino, elevando al difunto hasta el Paraíso.
Los nichos se encuentran distribuido en hileras superpuestas y separados por pilastras jónicas, con figuras adosadas que representan la muerte en todas sus manifestaciones. Elementos como guadañas, relojes de arena y cirios simboliza la finitud de la vida. Este tipo de sepulcros enfatiza el contraste ente la vida y la muerte y ofrece un paralelo con sepulcros franceses, en los que la figura del difunto aparece retratada tanto en vida como en descomposición, representando así la dualidad entre la corrupción del cuerpo y la salvación del alma.
A pesar de su indudable  valor arquitectónico, simbólico y escultórico, este espacio es relativamente desconocido para el público general. Recientemente la cripta se abrió al público tras finalizar en 2024 los trabajos de restauración. 